# Liste des communes de la province de Cáceres
Liste des 219 communes de la province de Cáceres dans la communauté autonome d'Estrémadure (Espagne) :

Carte des communes de la province de Cáceres

| Communes                  | Habitants (2002) |
| ------------------------- | ---------------- |
| Abadía                    | 297              |
| Abertura                  | 509              |
| Acebo                     | 784              |
| Acehuche                  | 925              |
| Aceituna                  | 657              |
| Ahigal                    | 1.479            |
| Alagón del Río            | 932 (2017)       |
| Albalá                    | 859              |
| Alcántara                 | 1.769            |
| Alcollarín                | 343              |
| Alcuéscar                 | 2.919            |
| Aldea del Cano            | 772              |
| La Aldea del Obispo       | 353              |
| Aldeacentenera            | 899              |
| Aldeanueva de la Vera     | 2.463            |
| Aldeanueva del Camino     | 836              |
| Aldehuela de Jerte        | 367              |
| Alía                      | 1.321            |
| Aliseda                   | 2.101            |
| Almaraz                   | 1.425            |
| Almoharín                 | 2.142            |
| Arroyo de la Luz          | 6.522            |
| Arroyomolinos             | 1.135            |
| Arroyomolinos de la Vera  | 564              |
| Baños de Montemayor       | 718              |
| Barrado                   | 513              |
| Belvís de Monroy          | 606              |
| Benquerencia              | 118              |
| Berrocalejo               | 118              |
| Berzocana                 | 567              |
| Bohonal de Ibor           | 574              |
| Botija                    | 164              |
| Brozas                    | 2.329            |
| Cabañas del Castillo      | 523              |
| Cabezabellosa             | 485              |
| Cabezuela del Valle       | 2.310            |
| Cabrero                   | 415              |
| Cáceres                   | 84.439           |
| Cachorrilla               | 104              |
| Cadalso                   | 580              |
| Calzadilla                | 554              |
| Caminomorisco             | 1.265            |
| Campillo de Deleitosa     | 120              |
| Campo Lugar               | 1.198            |
| Cañamero                  | 1.838            |
| Cañaveral                 | 1.357            |
| Carbajo                   | 271              |
| Carcaboso                 | 1.087            |
| Carrascalejo              | 394              |
| Casar de Cáceres          | 4.757            |
| Casar de Palomero         | 1.289            |
| Casares de las Hurdes     | 649              |
| Casas de Don Antonio      | 218              |
| Casas de Don Gómez        | 336              |
| Casas de Millán           | 773              |
| Casas de Miravete         | 194              |
| Casas del Castañar        | 671              |
| Casas del Monte           | 925              |
| Casatejada                | 1.264            |
| Casillas de Coria         | 525              |
| Castañar de Ibor          | 1.262            |
| Ceclavín                  | 2.189            |
| Cedillo                   | 553              |
| Cerezo                    | 217              |
| Cilleros                  | 2.102            |
| Collado de la Vera        | 227              |
| Conquista de la Sierra    | 215              |
| Coria                     | 12.781           |
| Cuacos de Yuste           | 961              |
| La Cumbre                 | 1.121            |
| Deleitosa                 | 880              |
| Descargamaría             | 277              |
| Eljas                     | 1.198            |
| Escurial                  | 908              |
| Fresnedoso de Ibor        | 344              |
| Galisteo                  | 1.955            |
| Garciaz                   | 979              |
| La Garganta               | 593              |
| Garganta la Olla          | 1.157            |
| Gargantilla               | 478              |
| Gargüera                  | 181              |
| Garrovillas de Alconétar  | 2.457            |
| Garvín                    | 118              |
| Gata                      | 1.846            |
| El Gordo                  | 288              |
| La Granja                 | 392              |
| Guadalupe                 | 2.325            |
| Guijo de Coria            | 286              |
| Guijo de Galisteo         | 1.839            |
| Guijo de Granadilla       | 721              |
| Guijo de Santa Bárbara    | 467              |
| Herguijuela               | 428              |
| Hernán-Pérez              | 501              |
| Herrera de Alcántara      | 320              |
| Herreruela                | 326              |
| Hervás                    | 3.881            |
| Higuera                   | 110              |
| Hinojal                   | 428              |
| Holguera                  | 825              |
| Hoyos                     | 1.017            |
| Huélaga                   | 207              |
| Ibahernando               | 658              |
| Jaraicejo                 | 676              |
| Jaraíz de la Vera         | 6.754            |
| Jarandilla de la Vera     | 3.077            |
| Jarilla                   | 160              |
| Jerte                     | 1.327            |
| Ladrillar                 | 298              |
| Logrosán                  | 2.386            |
| Losar de la Vera          | 3.198            |
| Madrigal de la Vera       | 1.794            |
| Madrigalejo               | 2.122            |
| Madroñera                 | 3.127            |
| Majadas                   | 1.209            |
| Malpartida de Cáceres     | 4.412            |
| Malpartida de Plasencia   | 4.310            |
| Marchagaz                 | 307              |
| Mata de Alcántara         | 366              |
| Membrío                   | 883              |
| Mesas de Ibor             | 215              |
| Miajadas                  | 9.065            |
| Millanes                  | 217              |
| Mirabel                   | 790              |
| Mohedas de Granadilla     | 1.105            |
| Monroy                    | 1.014            |
| Montánchez                | 2.153            |
| Montehermoso              | 5.493            |
| Moraleja                  | 8.095            |
| Morcillo                  | 462              |
| Navaconcejo               | 2.122            |
| Navalmoral de la Mata     | 15.233           |
| Navalvillar de Ibor       | 494              |
| Navas del Madroño         | 1.511            |
| Navezuelas                | 708              |
| Nuñomoral                 | 1.668            |
| Oliva de Plasencia        | 276              |
| Palomero                  | 530              |
| Pasarón de la Vera        | 711              |
| Pedroso de Acim           | 134              |
| Peraleda de la Mata       | 1.506            |
| Peraleda de San Román     | 391              |
| Perales del Puerto        | 1.015            |
| Pescueza                  | 189              |
| La Pesga                  | 1.187            |
| Piedras Albas             | 186              |
| Pinofranqueado            | 1.593            |
| Piornal                   | 1.554            |
| Plasence                  | 38.495           |
| Plasenzuela               | 503              |
| Portaje                   | 401              |
| Portezuelo                | 299              |
| Pozuelo de Zarzón         | 601              |
| Puerto de Santa Cruz      | 415              |
| Rebollar                  | 240              |
| Riolobos                  | 1.477            |
| Robledillo de Gata        | 164              |
| Robledillo de la Vera     | 325              |
| Robledillo de Trujillo    | 490              |
| Robledollano              | 409              |
| Romangordo                | 190              |
| Rosalejo                  | 1.706            |
| Ruanes                    | 102              |
| Salorino                  | 732              |
| Salvatierra de Santiago   | 434              |
| San Martín de Trevejo     | 959              |
| Santa Ana                 | 351              |
| Santa Cruz de la Sierra   | 346              |
| Santa Cruz de Paniagua    | 417              |
| Santa Marta de Magasca    | 287              |
| Santiago de Alcántara     | 741              |
| Santiago del Campo        | 326              |
| Santibáñez el Alto        | 537              |
| Santibáñez el Bajo        | 994              |
| Saucedilla                | 627              |
| Segura de Toro            | 205              |
| Serradilla                | 1.864            |
| Serrejón                  | 485              |
| Sierra de Fuentes         | 1.821            |
| Talaván                   | 967              |
| Talaveruela de la Vera    | 424              |
| Talayuela                 | 10.328           |
| Tiétar                    | 948              |
| Tejeda de Tiétar          | 1.015            |
| Toril                     | 202              |
| Tornavacas                | 1.334            |
| El Torno                  | 925              |
| Torre de Don Miguel       | 638              |
| Torre de Santa María      | 711              |
| Torrecilla de los Ángeles | 768              |
| Torrecillas de la Tiesa   | 1.154            |
| Torrejón el Rubio         | 654              |
| Torrejoncillo             | 3.462            |
| Torremenga                | 626              |
| Torremocha                | 1.227            |
| Torreorgaz                | 1.670            |
| Torrequemada              | 613              |
| Trujillo                  | 9.456            |
| Valdastillas              | 358              |
| Valdecañas de Tajo        | 230              |
| Valdefuentes              | 1.491            |
| Valdehúncar               | 221              |
| Valdelacasa de Tajo       | 484              |
| Valdemorales              | 268              |
| Valdeobispo               | 809              |
| Valencia de Alcántara     | 6.136            |
| Valverde de la Vera       | 540              |
| Valverde del Fresno       | 2.654            |
| Viandar de la Vera        | 306              |
| Villa del Campo           | 629              |
| Villa del Rey             | 179              |
| Villamesías               | 345              |
| Villamiel                 | 758              |
| Villanueva de la Sierra   | 615              |
| Villanueva de la Vera     | 1.951            |
| Villar de Plasencia       | 256              |
| Villar del Pedroso        | 779              |
| Villasbuenas de Gata      | 505              |
| Zarza de Granadilla       | 1.749            |
| Zarza de Montánchez       | 617              |
| Zarza la Mayor            | 1.666            |
| Zorita                    | 1.925            |

Total: 410.318